# She's Leaving Home
"She's Leaving Home" é uma canção dos Beatles creditada à dupla Lennon-McCartney. Foi lançada no álbum Sgt. Pepper's Lonely Hearts Club Band de 1967. A gravação teve início em 17 de março de 1967, e concluída em 20 de março de 1967.

## A Criação
A ideia para a criação desta verdadeira obra de arte ao estilo barroco, surgiu de Paul McCartney após este ler uma notícia de jornal, sendo ele o idealizador da melodia e letra das 3 estrofes da canção. A inspiração de Paul para She's Leaving Home, se assemelha a que John teve um pouco antes para a criação de A Day in The Life, também do Sgt. Pepper's. Neste caso a autoria da maior parte da canção foi de Lennon.
A notícia veiculada pelo Daily Mail, em 17 de fevereiro de 1967, contava a história de uma jovem de 17 anos que saíra de casa sem seus pais saberem e estava desaparecida até então. Seu pai lamentava-se, não entendendo por que razão ela teria agido assim: ela possuía tudo em casa.
Em cima desses poucos fatos, Paul criou a melodia e a  parte da letra que narra os passos da jovem imediatamente após ter fugido de casa. Quando ele mostrou para John Lennon a canção, este a completou com o refrão simbolizando os pais e idealizou o modo como ele deveria ser cantado: como um lamento ante o fato ocorrido.
O coro da canção ("Sheee....is leavinnnn'....hoooome") contraposto ao refrão do lamento dos pais cantado por John - com duplicação de voz ("overdub") - cria um efeito musical mágico e impressionante.

## A gravação
A gravação teve início no dia 17 de março de 1967 com seis tomadas, só participando a orquestra de cordas. A tomada 1  foi considerada a melhor ("best"). No dia 20 de março foram gravadas as vozes, o coro e o refrão. O coro e o refrão receberam "overdub" (duplicação de canal).
Nesta canção nenhum dos Beatles tocam qualquer instrumentos. Só participa uma orquestra de cordas com músicos contratados.
A ideia de utilizar uma pequena orquestra foi de Paul McCartney. Com esta proposta na cabeça, ele telefonou para  George Martin, o produtor do disco em "gestação" e arranjador oficial dos Beatles. Sempre disponível em outras ocasiões, desta vez ele estava envolvido com uma outra produção, já que era um produtor independente e não trabalhava só com os estúdios Abbey Road. Não tendo a paciência de esperar uns dias a mais, Paul procurou outro profissional a quem passou a tarefa de criar um arranjo para esta melodia. Este arranjador era Mike Leander que realizou o trabalho. George Martin ficou magoado pela impaciência de Paul, mas mesmo assim foi ele quem coordenou a pequena orquestra e realizou a gravação com ela.

## Os Músicos
- Paul McCartney - vocais
- John Lennon - backing vocals

### Orquestra
- Erich Gruenberg, Derek Jacobs, Trevor Williams, José Luis Garcia: violinos
- John Underwood, Stephen Shingles: violas
- Dennis Vigay, Alan Dalziel: violoncelos
- Gordon Pearce: contrabaixos
- Sheila Bromberg: harpa (a primeira mulher a tocar em uma música dos Beatles)